# Championnats du monde de course en ligne de canoë-kayak de 1971
Navigation
Édition précédente Édition suivante
Les neuvièmes championnats du monde de course en ligne de canoë-kayak se sont déroulés à Belgrade (Yougoslavie), dans l'actuelle Serbie, en 1971.

## Podiums

### Hommes

#### Canoë
| Epreuve     | Or                                      | Temps | Argent                               | Temps | Bronze                                | Temps |
| C-1 500 m   | Detlef Lewe (GER)                       |       | Tamás Wichmann (HUN)                 |       | Ivan Patzaichin (ROU)                 |       |
| C-1 1000 m  | Detlef Lewe (GER)                       |       | Tibor Tatai (HUN)                    |       | Vladas Chesiunas (URS)                |       |
| C-1 10000 m | Tamás Wichmann (HUN)                    |       | Vasiliy Yurchenko (URS)              |       | Lipat Varabiev (ROU)                  |       |
| C-2 500 m   | ROU Georghe Danielov Gheorghe Simionov  |       | URS Yuriy Lobanov Vladimir Pankov    |       | BUL Viktor Boitschev Fedja Stefanov   |       |
| C-2 1000 m  | HUN Tamás Wichmann Gyula Petrikovics    |       | ROU Ivan Patzaichin Serghei Covaliov |       | BUL Viktor Boitschev Fedia Damianov   |       |
| C-2 10000 m | URS Naum Prokpoets Aleksandr Vinogradov |       | HUN László Hingt István Cserha       |       | ROU Serghei Covaliov Vicol Calabiciov |       |

#### Kayak
| Epreuve             | Or                                                                         | Temps | Argent                                                                             | Temps | Bronze                                                                      | Temps |
| K-1 500 m           | Nikolay Gogol (URS)                                                        |       | Lladislav Soucek (TCH)                                                             |       | Mihály Hesz (HUN)                                                           |       |
| K-1 1000 m          | Grzegorz Sledziewski (POL)                                                 |       | Lars Andersson (SWE)                                                               |       | Aleksandr Shaparenko (URS)                                                  |       |
| K-1 10000 m         | Viktor Carev (URS)                                                         |       | Péter Völgyi (HUN)                                                                 |       | Jochen Schnieder (GER)                                                      |       |
| K-1 4 x 500 m relay | HUN Géza Csapó István Szabó Csaba Giczi Mihály Hesz                        |       | ROU Dimitrie Ivanov Mihail Zaifu Eugen Botez Aurel Vernescu                        |       | URS Anatoliy Kobrisev Anatoliy Sedasov Leonid Derevyanko Anatoliy Tischenko |       |
| K-2 500 m           | Suède Lars Andersson Rolf Peterson                                         |       | Belgique Jean-Pierre Burny Paul Hoekstra                                           |       | URS Nikolay Gogol Pytor Greshta                                             |       |
| K-2 1000 m          | Allemagne de l'Est Reiner Kurth Alexander Slatnow                          |       | Autriche Gerhard Seibold Günther Pfaff                                             |       | ROU Costel Cosnita Vasilie Simioncenco                                      |       |
| K-2 10000 m         | URS Konstantin Kostenko Vyacheslav Kononov                                 |       | Norvège Egil Søby Jan Johansen                                                     |       | ROU Antrop Variabev Emilian Zahara                                          |       |
| K-4 1000 m          | URS Yuriy Filatov Vladimir Morozov Yuriy Zhetchenko Valeriy Didenko        |       | Allemagne de l'Ouest Hans-Erick Patsch Rainer Hennes Rudolf Blass Eberhard Fischer |       | HUN István Szabó Peter Várhelyi Zoltán Bakó Géza Csapó                      |       |
| K-4 10000 m         | ROU Cuprian Macareanu Costel Cosnita Vasilie Simioncenco Atanasie Sciotnic |       | HUN Csaba Giczi István Timár György Mészáros Csongor Vargha                        |       | URS Heino Kurwet Nikoly Gorbatchov Vladimir Klimov Vladimir Semiyakov       |       |

### Femmes

#### Kayak
| Epreuve   | Or                                                                             | Temps | Argent                                                                                | Temps | Bronze                                                                        | Temps |
| K-1 500 m | Lyudmila Pinayeva (URS)                                                        |       | Mieke Jaapies (NED)                                                                   |       | Petra Setzkorn (GDR)                                                          |       |
| K-2 500 m | HUN Anna Pfeffer Katalin Hollosoy                                              |       | Allemagne de l'Est Petra Setzkorn Petra Grabowski                                     |       | URS Tamara Popova Yekaterina Kurizhko                                         |       |
| K-4 500 m | URS Yekaterina Kurizhko Natalaya Boyko Yuliya Ryabtzhinskaya Lyudmila Pinayeva |       | Allemagne de l'Ouest Renate Breuer Roswitha Esser Irene Pepinghege Heiderose Wallbaum |       | Allemagne de l'Est Petra Setzkorn Marion Grupe Bettina Müller Petra Grabowski |       |

## Tableau des médailles
| Rang  | Nation               | Or | Argent | Bronze | Total |
| ----- | -------------------- | -- | ------ | ------ | ----- |
| 1     | URS                  | 7  | 2      | 6      | 15    |
| 2     | HUN                  | 4  | 5      | 2      | 11    |
| 3     | ROU                  | 2  | 2      | 5      | 9     |
| 4     | Allemagne de l'Ouest | 2  | 2      | 1      | 5     |
| 5     | Allemagne de l'Est   | 1  | 1      | 2      | 4     |
| 6     | Suède                | 1  | 1      | 0      | 2     |
| 7     | Pologne              | 1  | 0      | 0      | 1     |
| 8     | Autriche             | 0  | 1      | 0      | 1     |
| 9     | Belgique             | 0  | 1      | 0      | 1     |
| 10    | Tchécoslovaquie      | 0  | 1      | 0      | 1     |
| 11    | Pays-Bas             | 0  | 1      | 0      | 1     |
| 12    | Norvège              | 0  | 1      | 0      | 1     |
| 13    | BUL                  | 0  | 0      | 2      | 2     |
| Total | Total                | 18 | 18     | 18     | 54    |